# 若島孔文
若島 孔文（わかしま こうぶん、1972年 - ）。石川県輪島市生まれ。1994年に立正大学文学部哲学科卒業。1996年に愛知学院大学大学院文学研究科心理学専攻修了。2000年に東北大学大学院教育学研究科博士課程修了 教育学博士。東北大学大学院教授。日本家族心理学会理事長。国際家族心理学会（International Academy of Family Psychology） 副学会長。
コミュニケーション理論（語用論）、システム理論（統合情報理論を含む）、社会的相互作用理論などに基づき、心理療法場面、家族関係（動物を含む）、カップル関係、産業・組織におけるストレス、惨事ストレス、いじめ・ハラスメント、心理士と弁護士の協働に関する研究を行う。ブリーフセラピー、家族療法、行動療法の専門的トレーニングを受ており、臨床ではそれらを専門として行う。

## 著書
- 若島孔文著　2010　家族療法プロフェッショナル・セミナー　金子書房
- 若島孔文著　2011　ブリーフセラピー講義　-太陽の法則が照らすクライアントの「輝く側面」-　金剛出版
- 長谷川啓三・若島孔文（編）　2013　震災心理社会支援ガイドブック -東日本大震災における現地基幹大学を中心にした実践から学ぶ-　金子書房
- 東豊・水谷久康・若島孔文・長谷川啓三　2014　匠の技法に学ぶ　実践・家族面接　日本評論社
- 長谷川啓三・若島孔文（編）　2015　大震災からのこころの回復　-リサーチ・シックスとPTG-　新曜社
- 狐塚貴博・若島孔文（編著）　2016　解決の物語から学ぶブリーフセラピーのエッセンス　-ケース・フォーミュレ―ションとしての物語-　遠見書房
- 若島孔文　2016　12 社会心理学的疾患　ひきこもり, 五十嵐　隆（編）　小児科診療ガイドライン　-最新の診療方針-　[第3版]　総合医学社, pp.584-587.[2]